# نیو کی
نیو کی (به انگلیسی: New Quay) یک شهرک در بریتانیا است که در کردیگیون واقع شده‌است. نیو کی ۱٬۰۸۲ نفر جمعیت دارد.

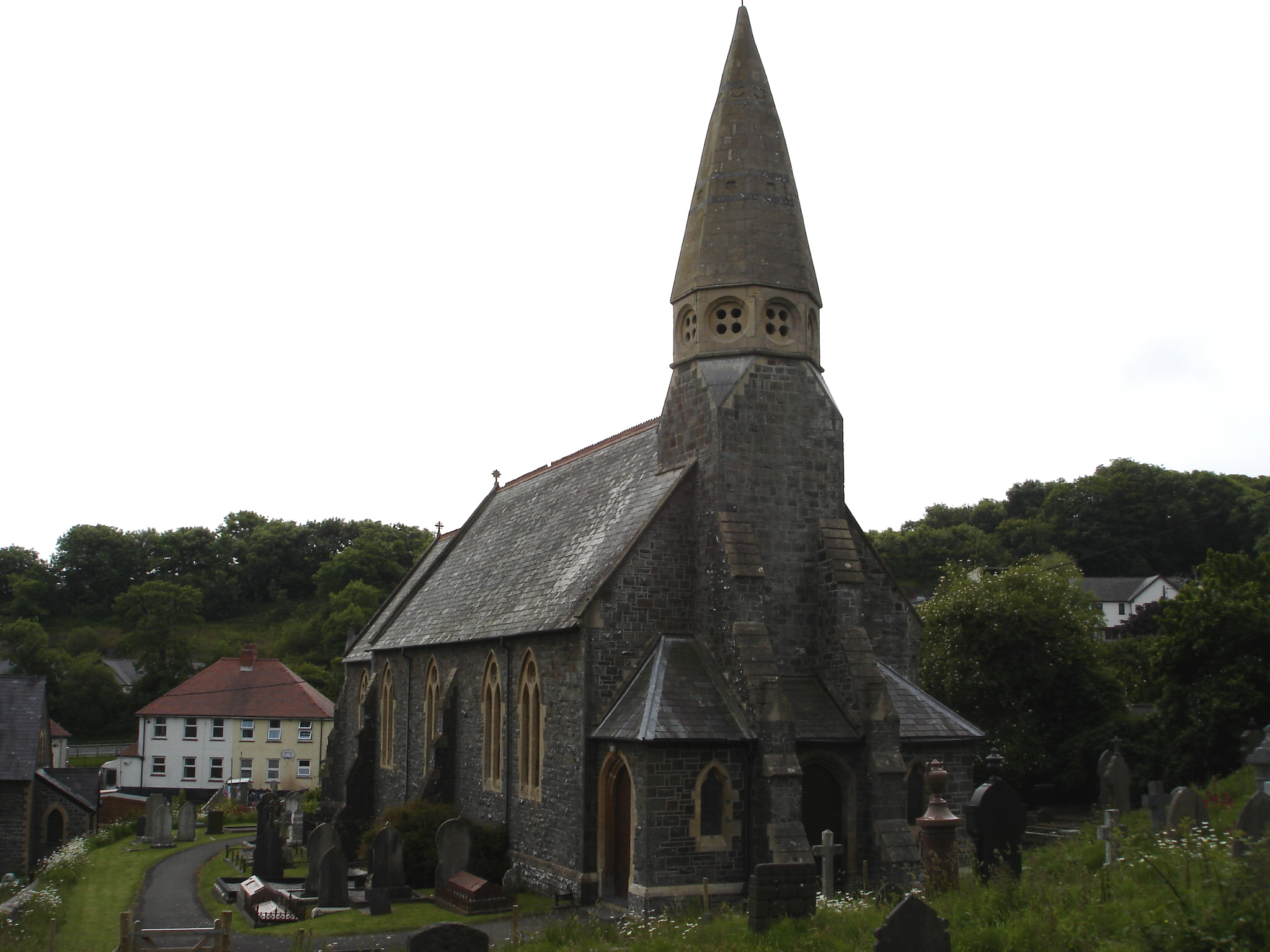
St Llwchaiarn's Church